# Christina Ochoa
Pour l’article homonyme, voir Ochoa.
Christina Ochoa est une actrice, née le 25 janvier 1985 à Barcelone en Espagne.

## Biographie
Christina Ochoa est la fille du sculpteur Victor Ochoa et la petite-nièce du prix Nobel de physiologie ou médecine Severo Ochoa.

## Filmographie

### Cinéma
- 2011 : Stay with Me (Court-métrage) : Andrea
- 2015 : Cats Dancing on Jupiter : Jennifer
- 2022 : Boon : Emiia

### Télévision
- 2009 : Contáct@me (Téléfilm) : Gabriela
- 2011 : I Hate My Teenage Daughter (Série TV) : Dominique
- 2012 : Modern Family (Série TV) : L'infirmière
- 2014 : Matador (Série TV) : Karen Morales (5 épisodes)
- 2014 : Chaotic Awesome (Série TV) : Elle-même (également co-scénariste)
- 2016 - 2022 : Animal Kingdom (Série TV) : Renn Randall
- 2017 : Blood Drive (Série TV) : Grace D'Argento (13 épisodes)
- 2017 - 2018 : Valor (Série TV) : Nora Madani (13 épisodes)
- 2018 - 2019 : A Million Little Things : Ashley Morales (13 épisodes)
- 2022 : Promised land : Veronica Sandoval (10 épisodes)